# Kees Blokker
Kees Blokker (Velsen, 8 november 1960 – 30 januari 2023) was een fotojournalist uit Nederland die sinds 1986 werkzaam was als freelance fotojournalist regionieuws & sport voor het Noordhollands Dagblad (Dagblad Kennemerland, IJmuider Courant, Haarlems Dagblad).

## Carrière
Blokker werkte sinds 1979 als fotojournalist voor lokale nieuwsbladen (Nieuwsblad IJmuiden en De Kennemer) in de IJmond.
Nadat Blokker de eerste prijs portretten had gewonnen, werd hij gevraagd bij het Noordhollands Dagblad te komen werken. Blokker ontwikkelde tot 1999 al zijn zwart-wit foto's zelf in een eigen doka; op verzoek van de krant stapte hij daarna over op digitale fotografie. Als persfotograaf was hij sinds begin jaren tachtig lid van de NVF, de Nederlandse Vereniging van Fotojournalisten.

## In 2016 stopte Blokker als fotograaf.[1]
Blokker overleed in 2023 op 62-jarige leeftijd.

## Erkenning
In 1983 won hij de eerste prijs portretten van de Zilveren Camera, de Nederlandse prijs voor fotojournalistiek, met een foto van Simon Carmiggelt.